# Miss Israël

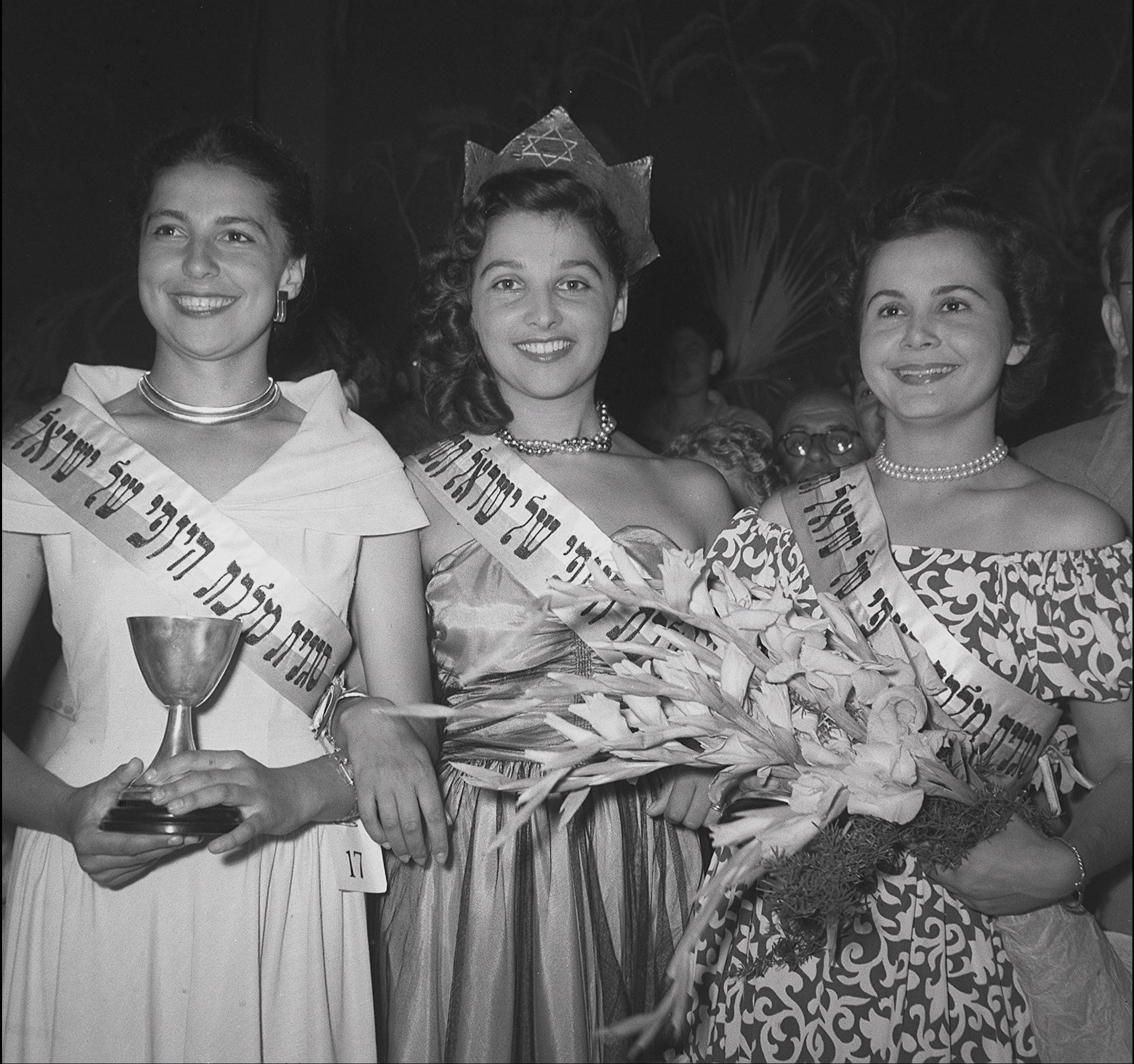
Miriam Yaron (milieu), Miss Israël 1950.

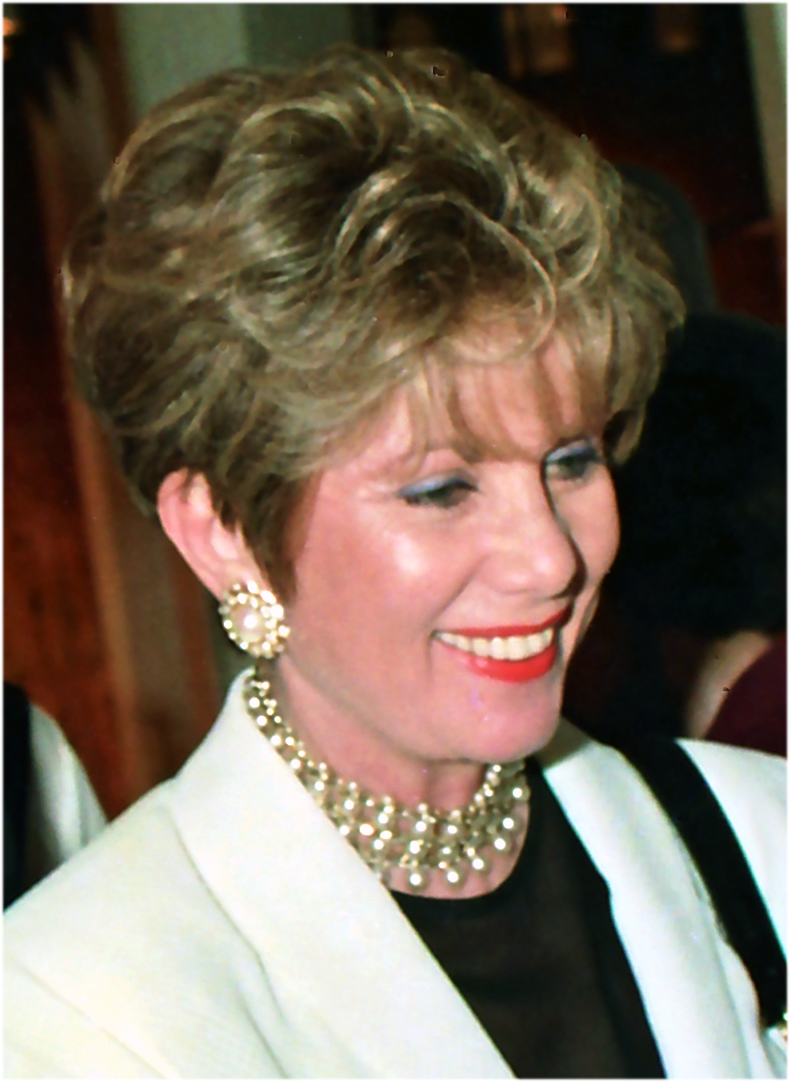
Michal Har'el, Miss Israël 1951.

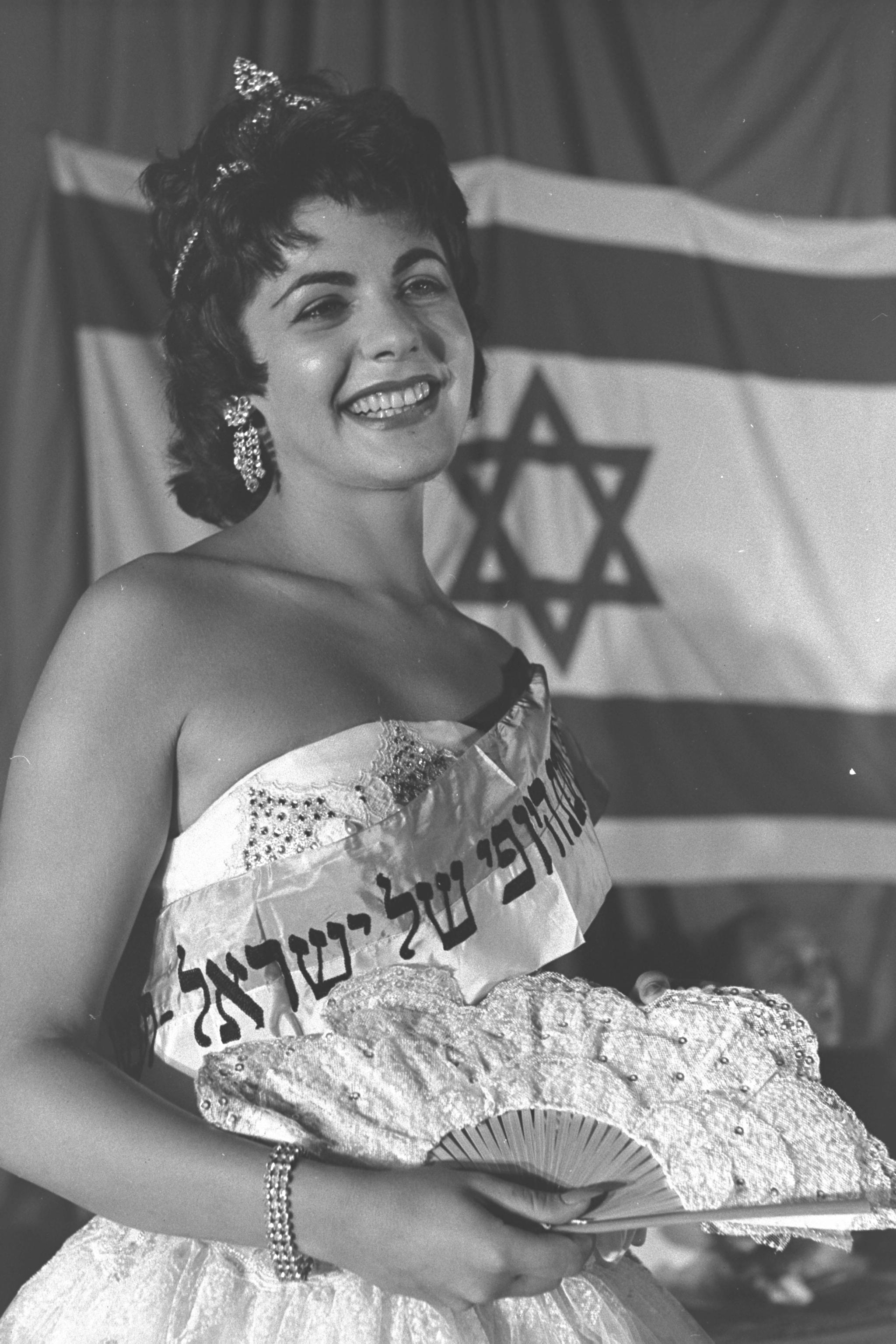
Sara Tal, Miss Israël 1956.

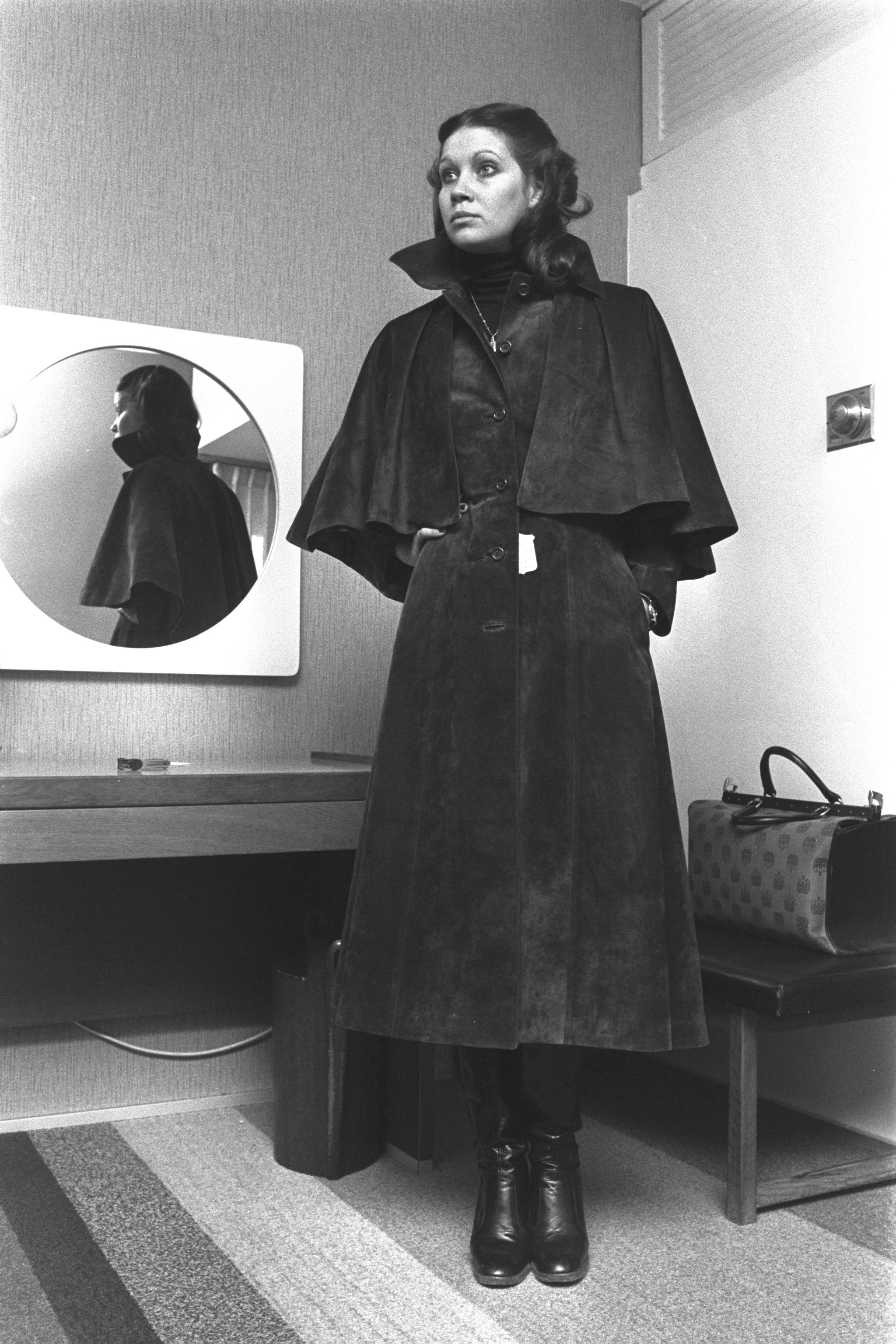
Hava Levi, Miss Israël 1969.

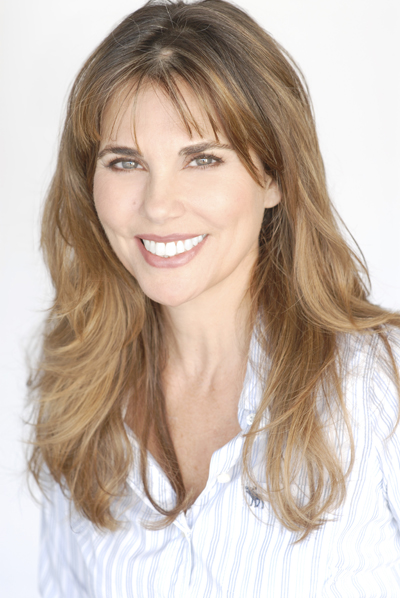
Ilana Shushan, Miss Israël 1980.

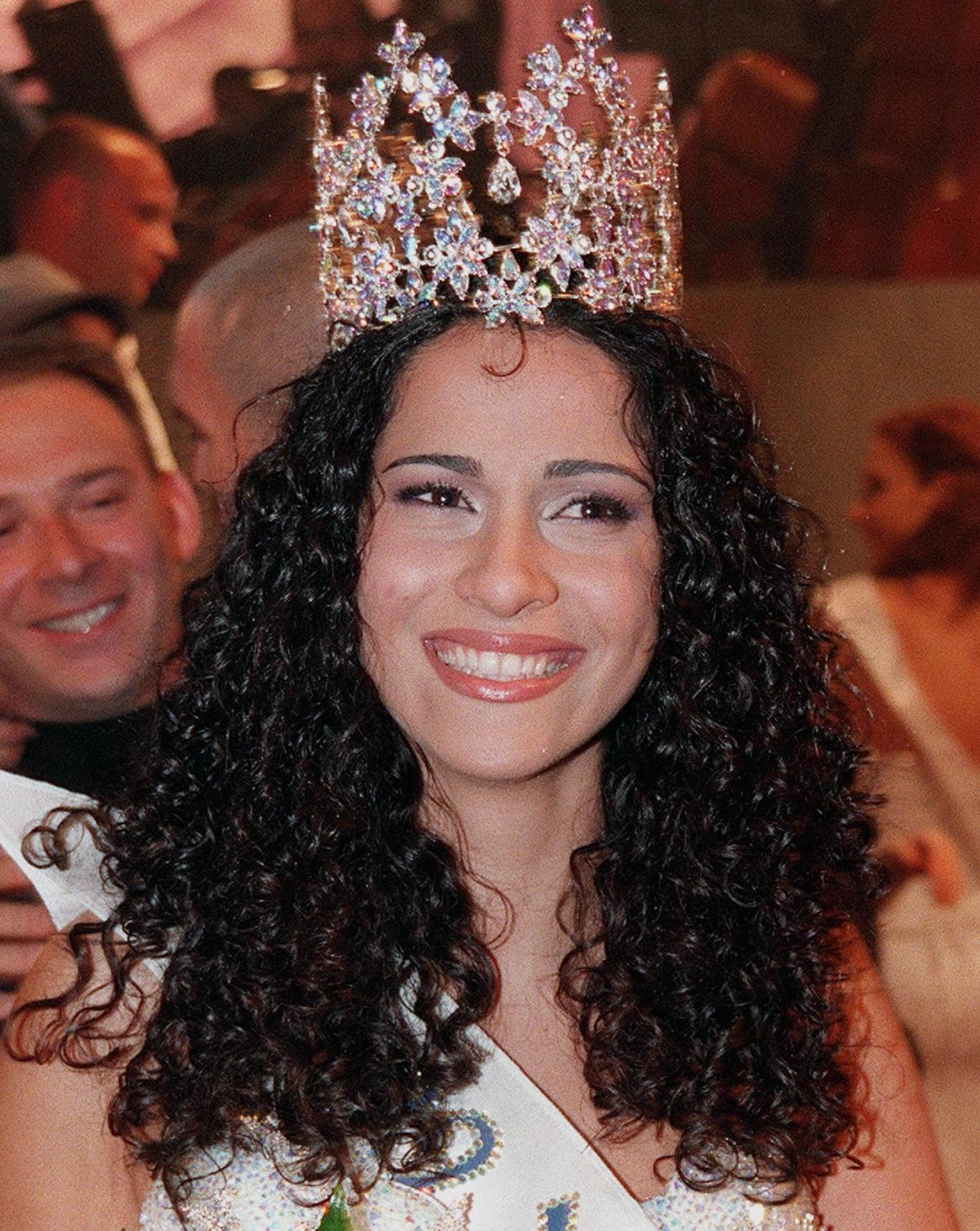
Rana Raslan, Miss Israël 1999.

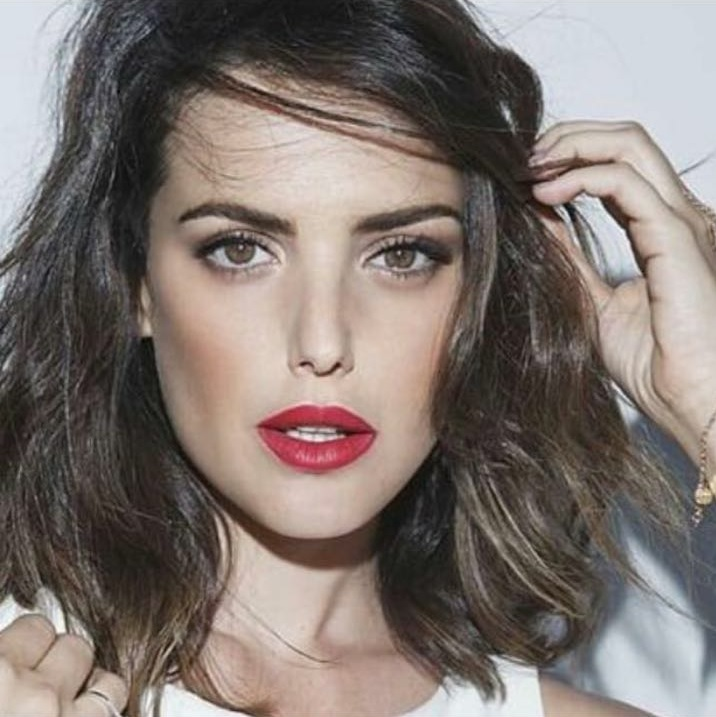
Sivan Klein, Miss Israël 2003.

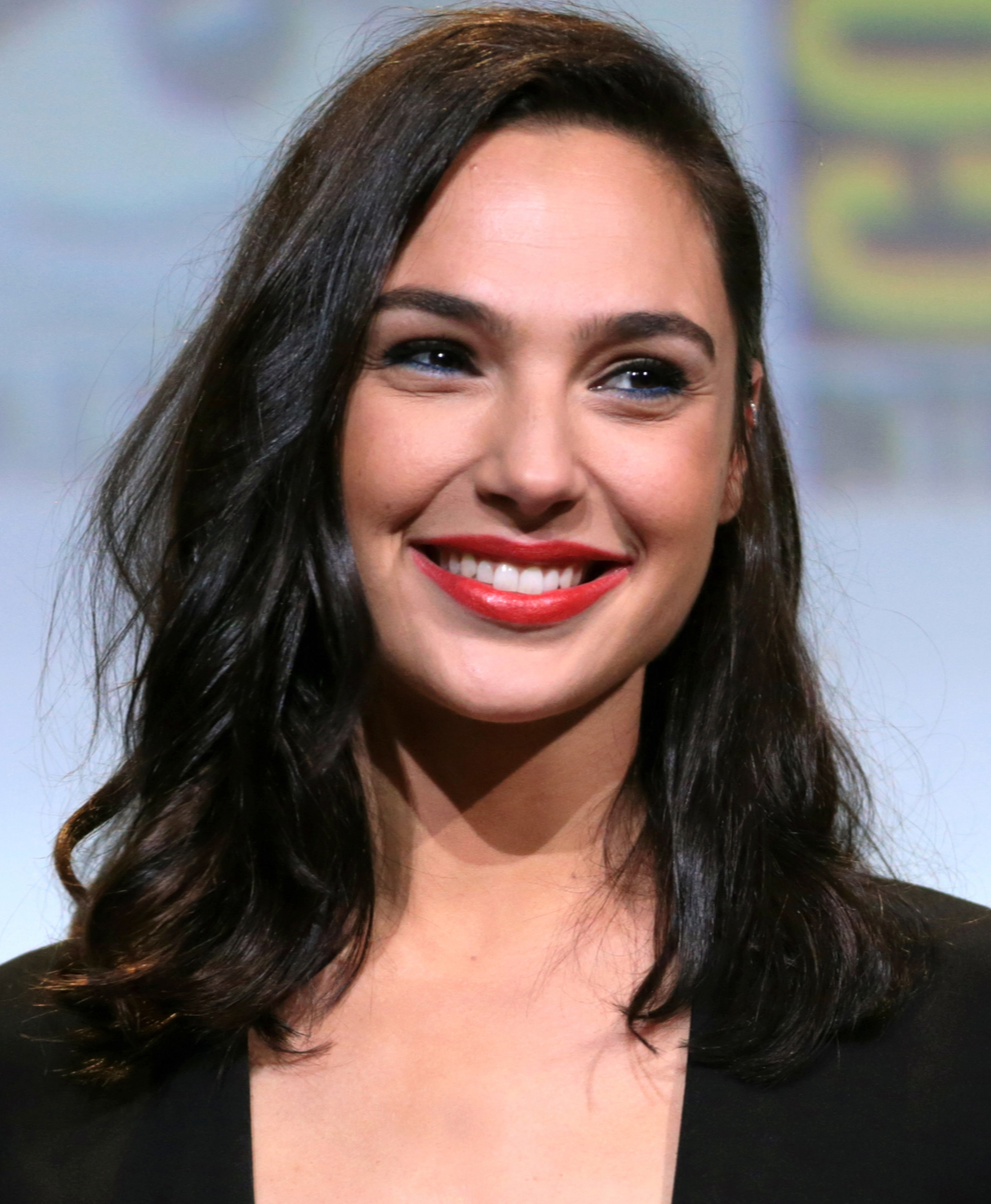
Gal Gadot en 2016, Miss Israël 2004.

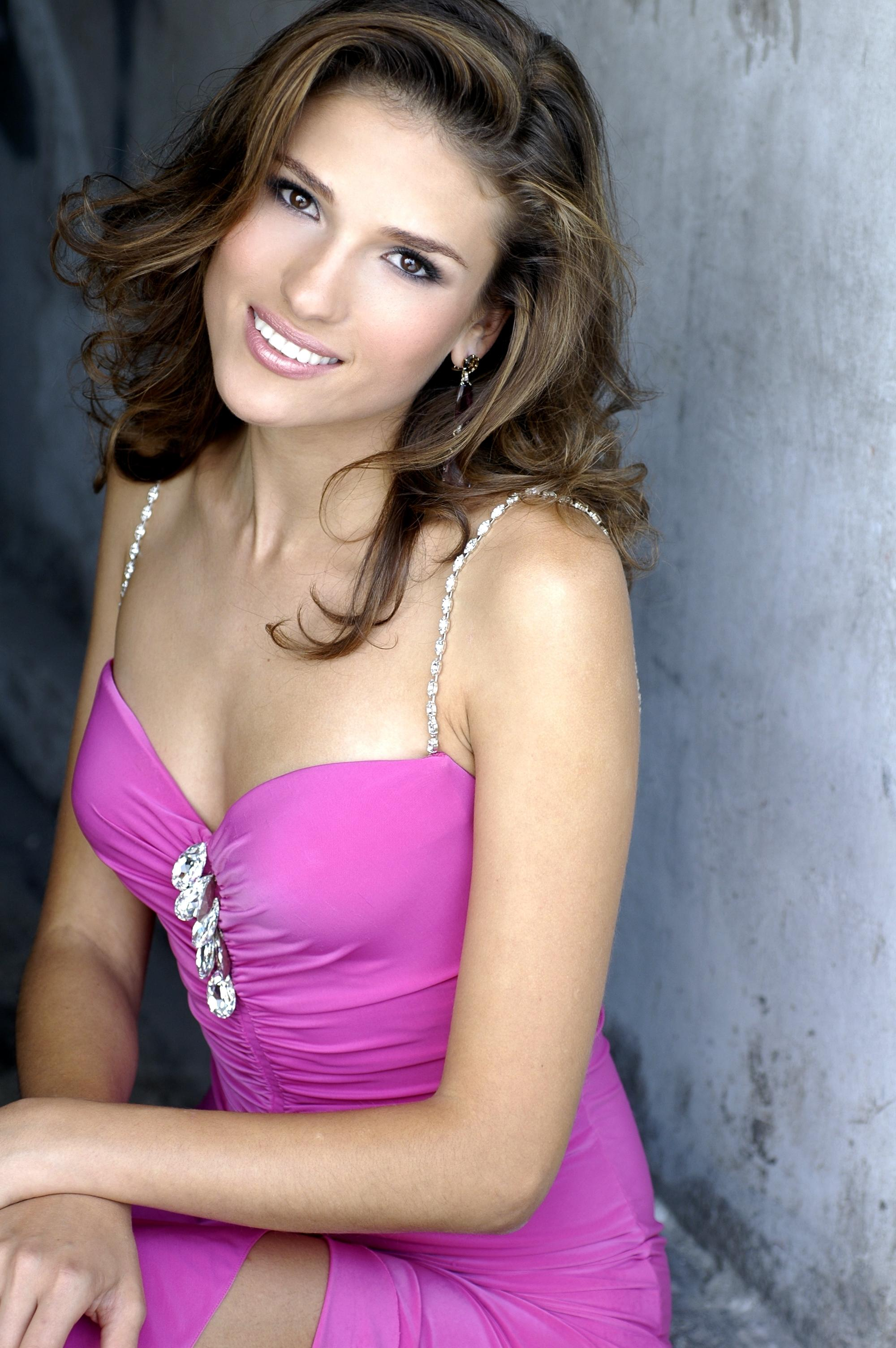
Elena Ralph, Miss Israël 2005.

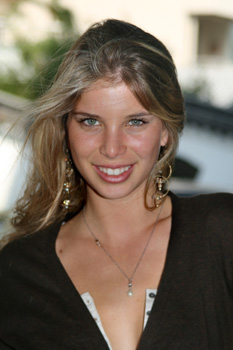
Liran Cohaner, Miss Israël 2007.

Miss Israël ( מלכת היופי Malkat Hayofi) est un concours de beauté annuel national pour jeunes femmes célibataires en Israël depuis 1950.
Durant les premières années, les candidates pouvaient participer à plusieurs reprises. Des femmes mariées pouvaient aussi se présenter, mais elles ne pouvaient pas représenter leur pays aux compétitions internationales en cas de victoire.
Plus tard, d'autres concours ont été organisés pour une participation à un concours international différent. Ainsi, le concours de Miss Israël se répartit en cinq catégories :
- Reine de Beauté (depuis 1950) – Malkat Hayofi : Miss Univers
- Jeune fille d'Israël (depuis 1960) – Na’arat Israel : Miss Monde
- Reine de la grâce (depuis 1963) – Malkat Hachen : Miss International
- Teen Queen (depuis 1971) – Malkat Hayofi-Esreh : Miss Europe
- Princesse de Beauté (de 1979 à 1999) – Nesichat Hayofi : Miss Asia ou Miss Asia PacificShani Hazan, Miss Israël 2012Rina Mor, Miss Univers 1976Titi Aynaw, Miss Israël 2013

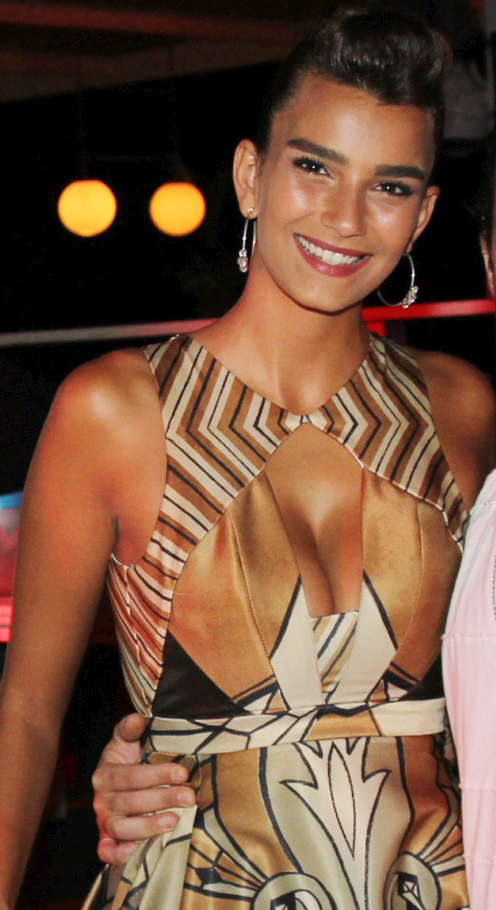
Shani Hazan, Miss Israël 2012

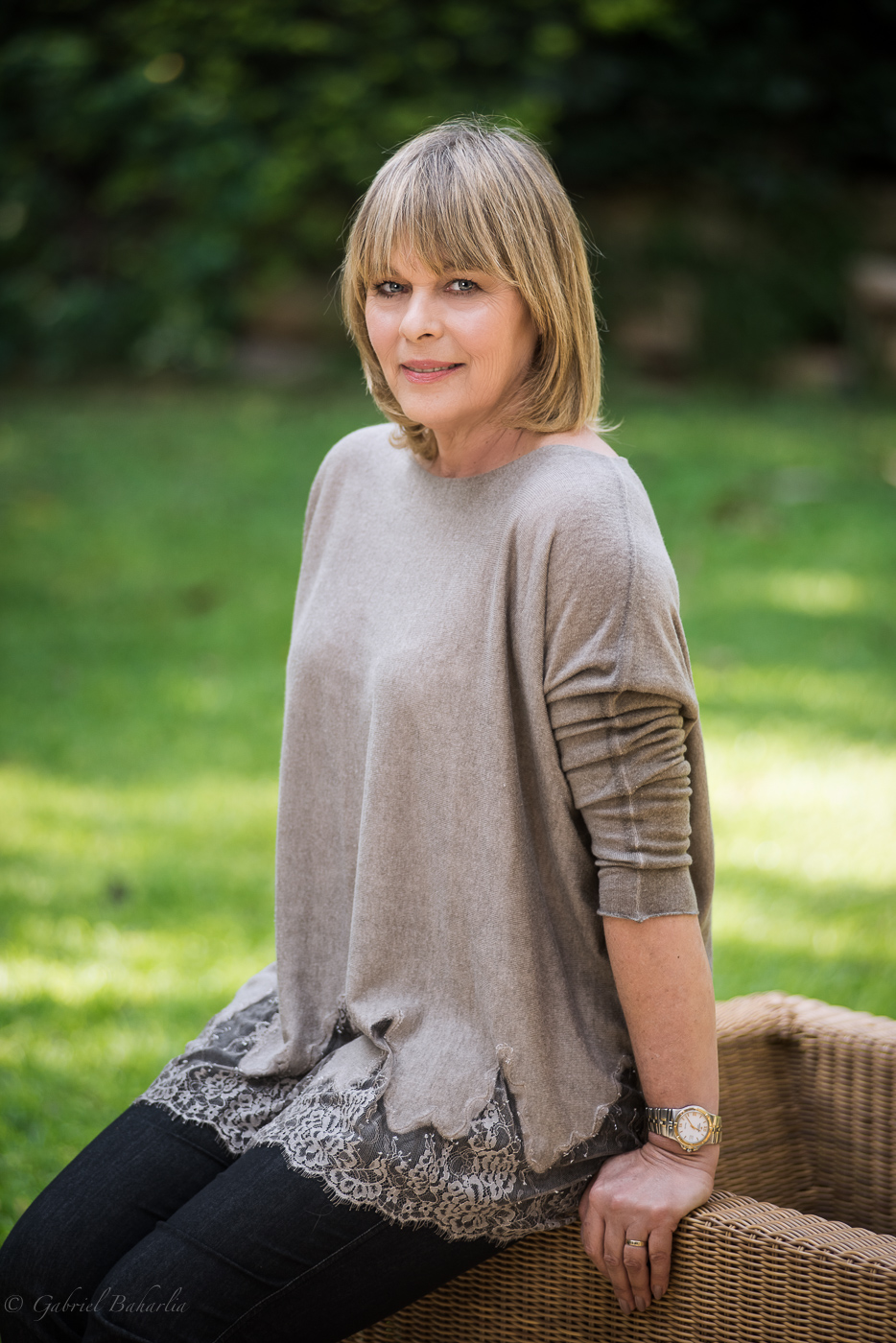
Rina Mor, Miss Univers 1976

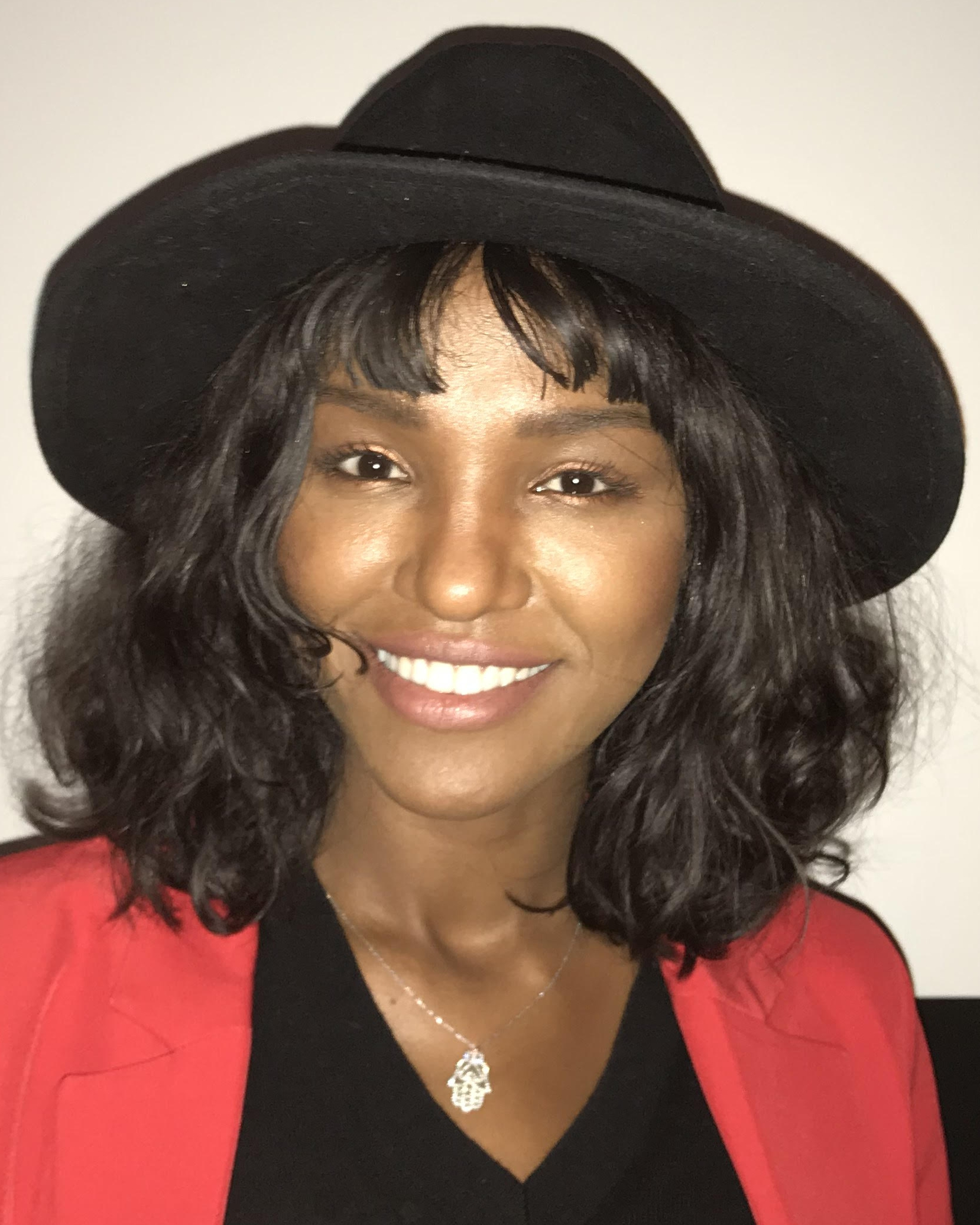
Titi Aynaw, Miss Israël 2013

## Gagnantes

### Malkat HayofietNa’arat Israel
| Année | Malkat Hayofi | Na’arat Israel          |
|       | Miss Univers | Miss Monde              |
| ----- | --- | ----------------------- |
| 1950  | Miriam Yaron [Jaross] |                         |
| 1951  | Michal Har'el [Harrison] (1re dauphine:Yaffa spitzer; 2e dauphine: Ziva Blechman)                                                                                     |                         |
| 1952  | Ora Vered [Gamily] |                         |
| 1953  | Chavatzelet Dror [Drilman] |                         |
| 1954  | Aviva Pe’er [Perlmann] (Finalistes : Malka Rosenblatt, Rachel Shaulson, Miss Tel Aviv - Ora Ben Haim, Miss Jérusalem - Pua Shalev Toren, Miss Haifa - Monika Lonska ) |                         |
| 1955  | Ilana Carmel [Lily Perzhensky] |                         |
| 1956  | Sara Tal [Binshtok] |                         |
| 1957  | Atara [Korina] Barzilay |                         |
| 1958  | Miriam Hadar |                         |
| 1959  | Rina Yitzchakov [Izakov] ( 1re dauphine : Ziva Shomrat ; 2e dauphine : Diana Gobernik & Atara Mor)                                                                    |                         |
| 1960  | Aliza Gur [Gross] | Shulamit Shavit         |
| 1961  | 1re dauphine : Atida Pisanti ; 2e dauphine : Er'ela Hod) | Rina Kishon             |
| 1962  | Jehudit Mazor [Mizrachi] | Nurit Ne’eman [Newman]  |
| 1963  | Ester Kfir | Sherin Ibrahim          |
| 1964  | Ronit Rinat [Rechtman] | Ofira Margalit          |
| 1965  | Aliza Sadeh [Panfil] (1re dauphine : Iris Bar-Or ; 2e dauphine : Shlomit Gat)                                                                                         | Iris Bar-Or             |
| 1966  | Aviva Israeli [Vivian Del Bianco] | Yaffa Sharir            |
| 1967  | Batia Kabiri | Dalia Regev             |
| 1968  | Miri Zamir | Miriam Peri [Friedman]  |
| 1969  | Chava Levy | Tehila Selah            |
| 1970  | Moshit Tsiporin | Irit Lavi               |
| 1971  | Eti [Ester] Orgad (1re dauphine : Miri Ben-David ; 2e dauphine : Pnina Alon ; 3e dauphine : Orly Goren)                                                               | Miri Ben-David          |
| 1972  | Ilana Goren (1re dauphine: Hanna Urdan ; 2e dauphine : Ronit Gafni ; 3e dauphine : Shoshi Mazor (Shoshana Martziano))                                                 | Hanna Urdan             |
| 1973  | (en)Limor Sharir [Schraibman] (1re dauphine : Chaja Katzir (Katzoves) ; 2e dauphine : Aviva Magor ; 3e dauphine : Elina Paz)                                          | Chaja Katzir [Katzoves] |
| 1974  | Edna Levy ( 1re dauphine : Lea Keinan (Klain) ; 2e dauphine : Nurit Bar)                                                                                              | Lea Keinan [Klain]      |
| 1975  | Orit Cooper (1re dauphine : Miri Ben-David ; 2e dauphine : Atida Mor (Morgenstern) ; 3e dauphine : Pazit Li’ad ; 4e dauphine : Pazit Eran)                            | Atida Mor [Morgenstern] |
| 1976  | Rina Mor [Messinger] (Miss Univers 1976) (1re dauphine : Levana Abarbanel ; 2e dauphine : Yif’at Netzer ; 3e dauphine : Nurit Amir)                                   | Levana Abarbanel        |
| 1977  | Zehava Vardi (1re dauphine : Ya’el Hovav ; 2e dauphine : Ronit Makover ; 3e dauphine : Sara Hen (Hazgov) )                                                            | Ya’el Hovav             |
| 1978  | Dorit Jellinek (1re dauphine : Sari Alon ; 2e dauphine : Lea Avgi (Ivgi) ; 3e dauphine : Tammy Liberman; 3e dauphine : Iris Axelrad)                                  | Sari Alon               |
| 1979  | Vered Polgar (1re dauphine : Dana Peler ; 2e dauphine : Helly Ben-David ; 3e dauphine : Ronit Ben-Bassat ; 4e dauphine : Rinat Hadashi)                               | Dana Peler              |
| 1980  | (en)Ilana Shushan (1re dauphine : Anat Zamir Zimmermann ; 2e dauphine : Irit Altmann ; 3e dauphine : Lea Barkai ; 4ème dauphine : Nira Ferder)                        | Anat Zamir [Zimmermann] |
| 1981  | Dana [Daniela] Wexler (1re dauphine : Ninnette Assur ; 2e dauphine : Li’ora Akoka ; 3e dauphine : Sarit Agiv)                                                         | Ninnette Assur          |
| 1982  | Debby [Deborah] Hess (1re dauphine : Anat Kerem ; 2e dauphine : Nava Hen "Hazgov" ; 3e dauphine : Rinat Eldar ; 4e dauphine : Ya’el Milo)                             | Anat Kerem              |
| 1983  | Shim’ona Hollander (1re dauphine : Yif’at Schechter ; 2e dauphine : Sigal Fogel ; 3e dauphine : Dorit Farkash ; 4e dauphine : Anat Tzachor)                           | Yif’at Schechter        |
| 1984  | Sapir Koffmann (1re dauphine : Iris Look ; 2e dauphine : Pazit Cohen ; 3e dauphine : Li’at Cohen ; 4e dauphine : Rinat Hadashi)                                       | Iris Look               |
| 1985  | Hilla Kelmann (1re dauphine : Maja Wechtenhaim ; 2e dauphine : Avivit Nachmany : 3e dauphine : Nurit Mizrachi)                                                        | Maja Wechtenhaim        |
| 1986  | Nilly Drucker (1re dauphine : Osnat Mo’as ; 2e dauphine : Chava (Eva) Distenfeld : 3e dauphine : Eti (Ester) Sarid)                                                   | Osnat Mo’as             |
| 1987  | Yamit Noy (1re dauphine : Ya’el Gertler ; 2e dauphine : Ofir Alony ; 3e dauphine : Dafna Ben-Yitzchak ; 3e dauphine : Nirit Elyovich)                                 | Ya’el Gertler           |
| 1988  | Shirley Ben-Mordechay (1re dauphine : Dganit Cohen ; 2e dauphine : Galit Aharoni ; 3e dauphine : Revital Mor)                                                         | Dganit Cohen            |
| 1989  | Nicole Halperin | Ronit Siton             |
| 1990  | Yvonna Krugliak | Ari’ela Tessler         |
| 1991  | Miri Goldfarb (1re dauphine : Li’at Ditkovsky ; 2e dauphine : Julia Stern ; 3e dauphine : Orly Al’aluf ; 3e dauphine : Efrat Bruner)                                  | Li’at Ditkovsky         |
| 1992  | Ravit Asaf (1re dauphine : Einat Zmora ; 2e dauphine : Sarit Afangar ; 3e dauphine : Ravit Kanfi)                                                                     | Einat Zmora             |
| 1993  | Jana Khodirker | Tamara Porat            |
| 1994  | Ravit Yarkoni | Shirley Schwartzberg    |
| 1995  | Jana Kalmann (1re dauphine : (en)Miri Bohadana) | Miri Bohadana           |
| 1996  | Taly [Talia] Lewenthal | Liraz Mesilaty          |
| 1997  | Mirit Greenberg (1re dauphine : Dikla Hamdi ; 2e dauphine : Lital Shapira ; 3e dauphine : Alexandra Schwartztokh ; 4e dauphine : Chajki Oster)                        | Dikla Hamdi             |
| 1998  | Linor Abargil (élue Miss Monde 1998) | Hagit Raz               |
| 1999  | (en)Rana Raslan | Jenny Chervony          |
| 2000  | Nirit Bakshi | Dana Dantes             |
| 2001  | Ilanit Levy | Keren Schlimovitz       |
| 2002  | Yamit Har-Noy | Karol Lowenstein        |
| 2003  | (en)Sivan Klein (1re dauphine : Miri Levy ; 2e dauphine : Stavit Budin ; 3e dauphine : Shahar Nehorai)                                                                | Miri Levy               |
| 2004  | Gal Gadot (1re dauphine : Rita Lukin ; 2e dauphine : Li'or Keren) | Rita Lukin              |
| 2005  | (en)Yelena Ralph | Keren Shacham           |
| 2006  | Ya'el Nizri | Anastasya Yentin        |
| 2007  | (en)Liran Cohaner | Sharon Kennet           |
| 2008  | (en)Tamar Ziskind | Shunit Faragi           |
| 2009  | Adi Rodnitzky |                         |
| 2010  | Shavit Wiesel |                         |
| 2011  | Ella Ran |                         |
| 2012  | (en)Shani Hazan |                         |
| 2013  | Yityish Titi Aynaw |                         |
| 2014  | (en)Mor Maman |                         |
| 2015  | Maayan Keren |                         |
| 2016  | Karin Alia |                         |
| 2017  | Rotem Rabi |                         |
| 2018  | (en)Nikol Reznikov |                         |
| 2019  | (en)Sella Sharlin |                         |
| 2020  | Tehila Levi |                         |
| 2021  | Noa Cochva |                         |
| 2024  | Ofir Korsia |                         |
| 2025  | Melanie Shiraz |                         |

### Malkat Hachen, Malkat Hayofi-EsrehetNesichat Hayofi
| Année | Malkat Hachen          | Malkat Hayofi-Esreh                 | Nesichat Hayofi     |
|       | Miss International     | Miss Europe                         | Miss Asie           |
| ----- | ---------------------- | ----------------------------------- | ------------------- |
| 1963  | Sara Talmi             |                                     |                     |
| 1964  | Jehudit Peri           |                                     |                     |
| 1965  | Shlomit Gat            |                                     |                     |
| 1966  | Segula Gohr            |                                     |                     |
| 1967  | Daniela Hod            |                                     |                     |
| 1968  | Sara Dvir              |                                     |                     |
| 1969  | Orit Peleg             |                                     |                     |
| 1970  | Miri Katz              |                                     |                     |
| 1971  | Pnina Alon             | Orly Goren                          |                     |
| 1972  | Ronit Gafni            | Shoshi Mazor [Shoshana Martziano]   |                     |
| 1973  | Aviva Magor            | Elina Paz                           |                     |
| 1974  | Nurit Bar              | pas de concours                     |                     |
| 1975  | Pazit Li’ad            | Pazit Eran                          |                     |
| 1976  | Yif’at Netzer          | Nurit Amir                          |                     |
| 1977  | Ronit Makover          | Sara Hen [Hazgov]                   |                     |
| 1978  | Lea Avgi [Ivgi]        | pas de concours                     |                     |
| 1979  | Helly Ben-David        | Ronit Ben-Bassat                    | Racheli Aizenshtadt |
| 1980  | Irit Altmann           | Lea Barkai                          | Nira Ferder         |
| 1981  | Li’ora Akoka           | Sarit Agiv                          | pas de concours     |
| 1982  | Nava Hen [Hazgov]      | Rinat Eldar                         | Ya’el Milo          |
| 1983  | Sigal Fogel            | Dorit Farkash                       | Anat Tzachor        |
| 1984  | Pazit Cohen            | Li’at Cohen                         | Rinat Hadashi       |
| 1985  | Avivit Nachmany        | Nurit Mizrachi                      | pas de concours     |
| 1986  | Chava [Eva] Distenfeld | pas de concours                     | Eti [Ester] Sarid   |
| 1987  | Ofir Alony             | Dafna Ben-Yitzchak                  | Nirit Elyovich      |
| 1988  | Galit Aharoni          | pas de concours                     | Revital Mor         |
| 1989  | Limor Fishel           | pas de concours                     | Galit Farber        |
| 1990  | Ravit Lichtenberg      | Miriam Aharonson                    | Dafna Shahar        |
| 1991  | Julia Stern            | Orly Al’aluf                        | Efrat Bruner        |
| 1992  | Sarit Afangar          | Ravit Kanfi                         | pas de concours     |
| 1993  | Anat Elimelech         | Dana Avrish                         | Keren Levy          |
| 1994  | Nitzan Kirshenboim     | Lilach Ben-Simon (élue Miss Europe) | Natalie Cohen       |
| 1995  | Michal Shtibel         | Ilona Katz                          | Anat Bibi           |
| 1996  | Ann Konopny            | Kim Roslikov                        | Keren Schechter     |
| 1997  | Lital Shapira          | Alexandra Schwartztokh              | Chajki Oster        |
| 1998  | Galia Abramov          | Ya’arit Barzilay                    | Milana Reznikov     |
| 1999  | Nofit Shevach          | Galy Raz                            | Hen Talala          |
| 2000  | Dana Farkash           | Jasmine Lachovitz                   |                     |
| 2001  | Dikla Elkabetz         | Hanni Mayers                        |                     |
| 2002  | Shelly Dina’i          | Dina Serby                          |                     |
| 2003  | Stavit Budin           | Shahar Nehorai                      |                     |
| 2004  | Li'or Keren            | Helen Masala                        |                     |
| 2005  | Moran Gerbi            | Rinat Dukarker                      |                     |
| 2006  | Tehila Mor             | Hila Eran                           |                     |
| 2007  | Tal Gonen              | Meital Sadon                        |                     |
| 2008  | No'a Avrahami          |                                     |                     |

Note sur les noms : De nombreuses candidates aiment donner une forme plus hébraïque à leur patronyme pour le concours. L'origine des noms figure entre crochets. Cependant, elles préfèrent reprendre leur nom original pour les compétitions internationales.

## Autres photographies

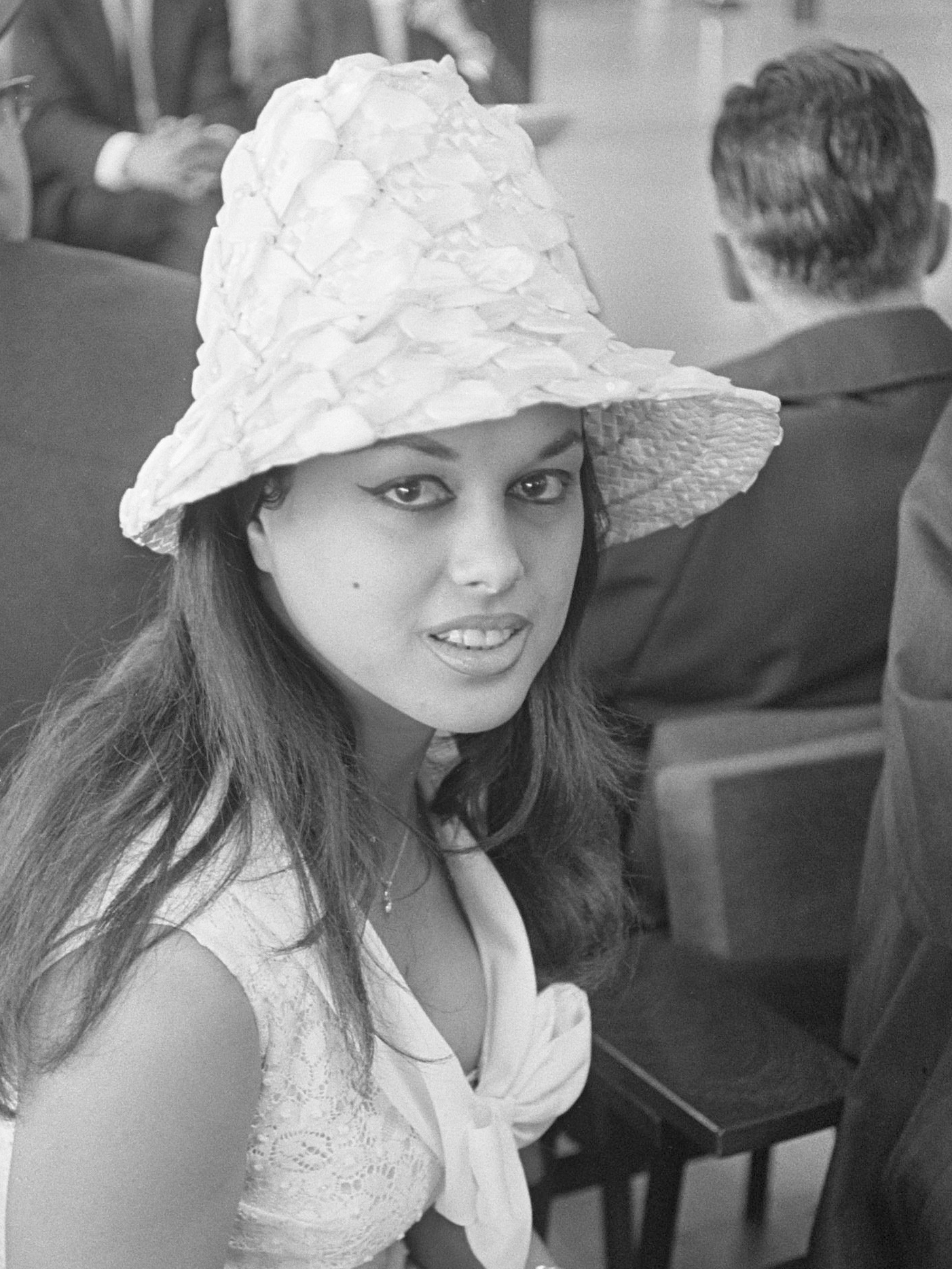
Aliza Gur, Miss Israël 1960.
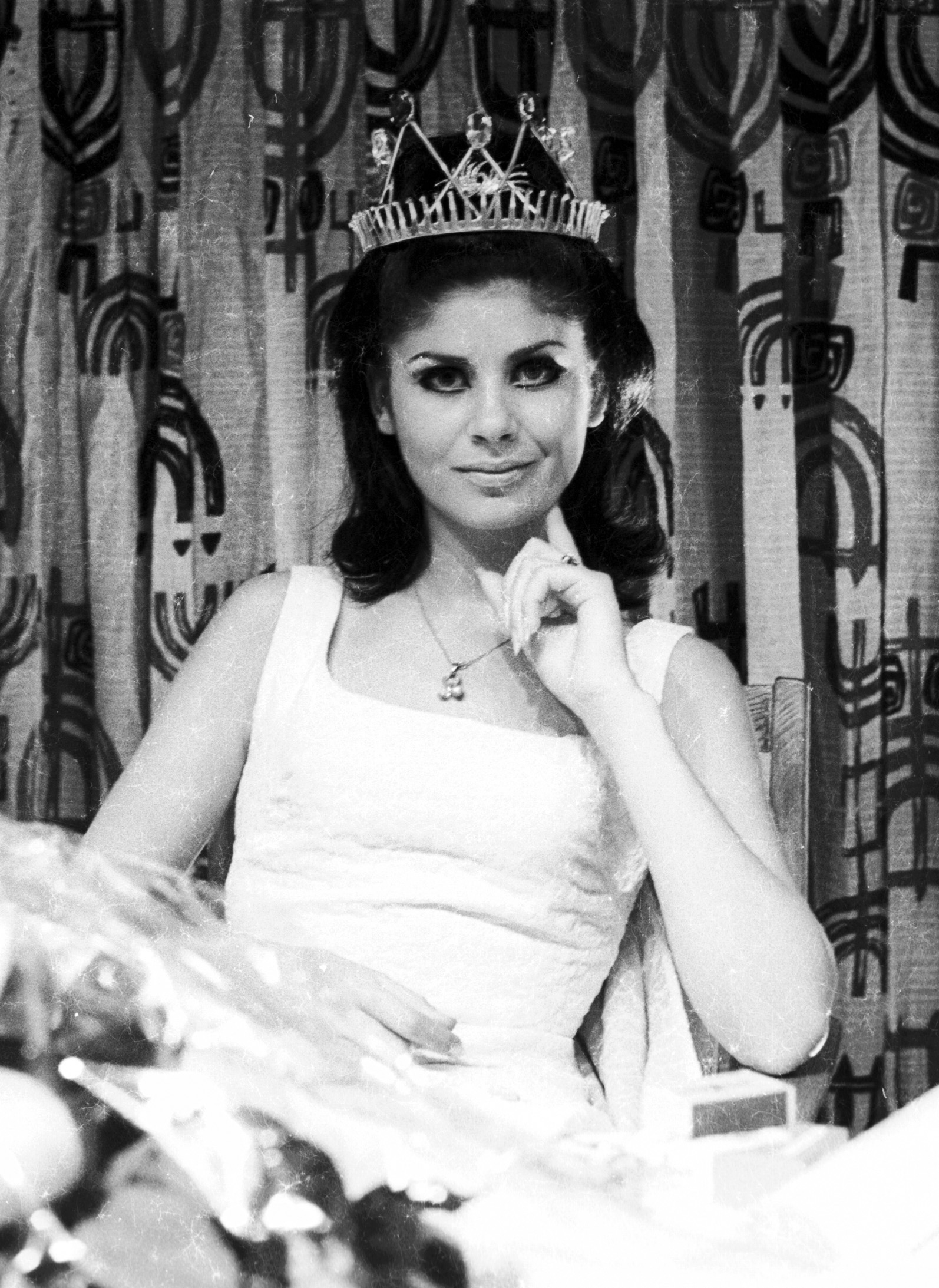
Vivian del Bianco, Miss Israël 1966.
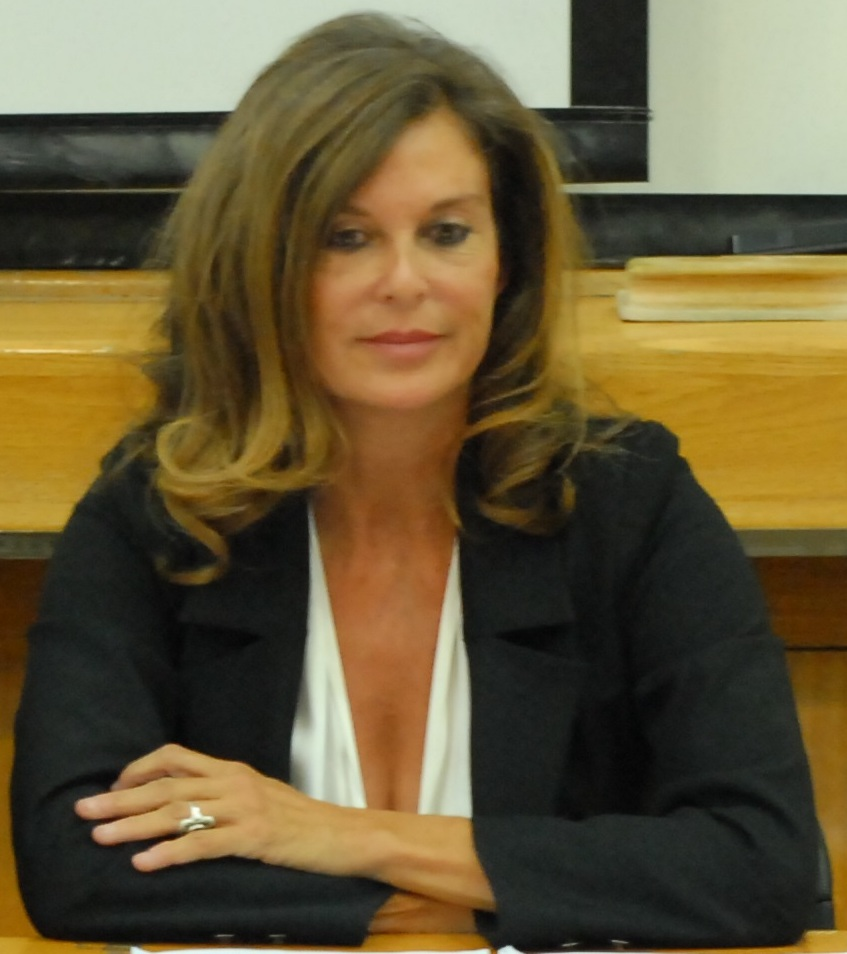
Limor Schreibman-Sharir, Miss Israël 1973.
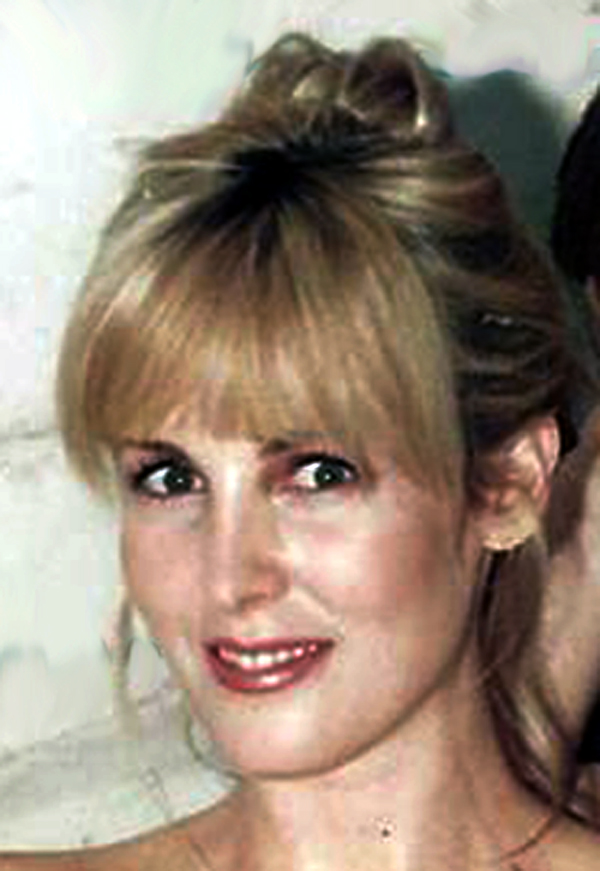
Dorit Gelinge, Miss Israël 1978.
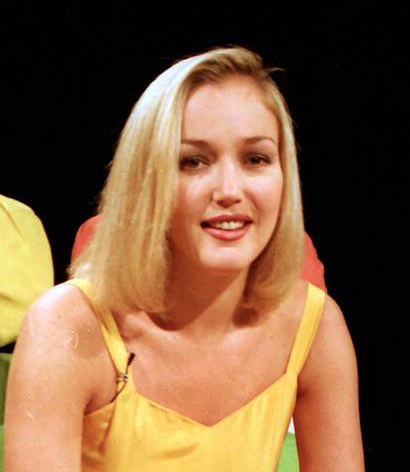
Sapir Koffmann, Miss Israël 1984.
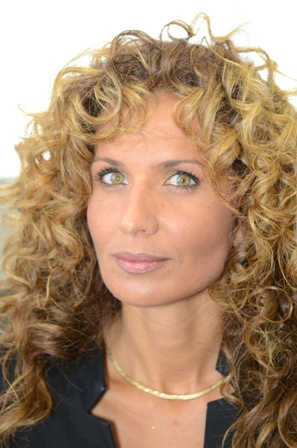
Shirley Ben-Mordehaï, Miss Israël 1988.
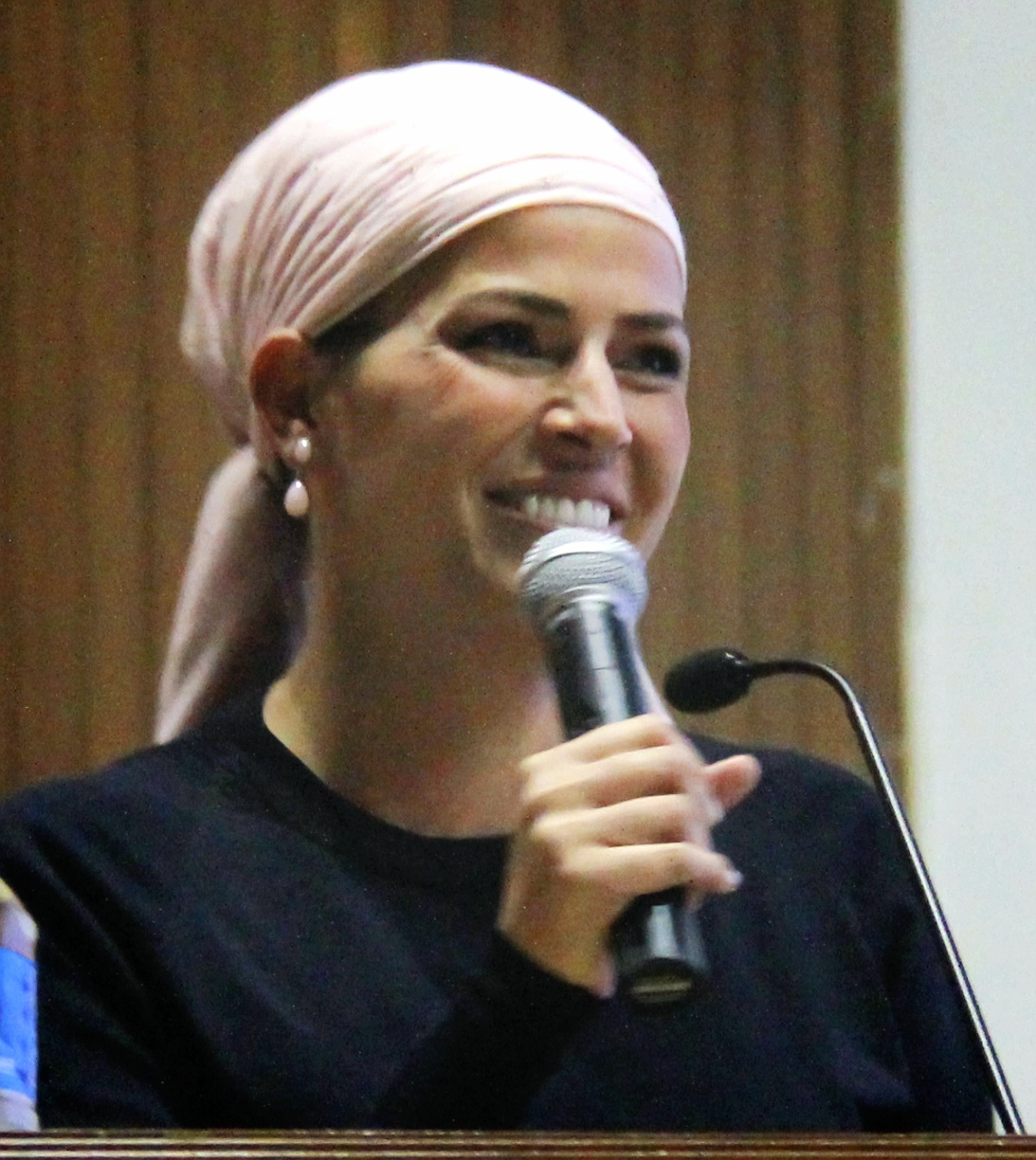
Linor Abergil, Miss Monde 1998.
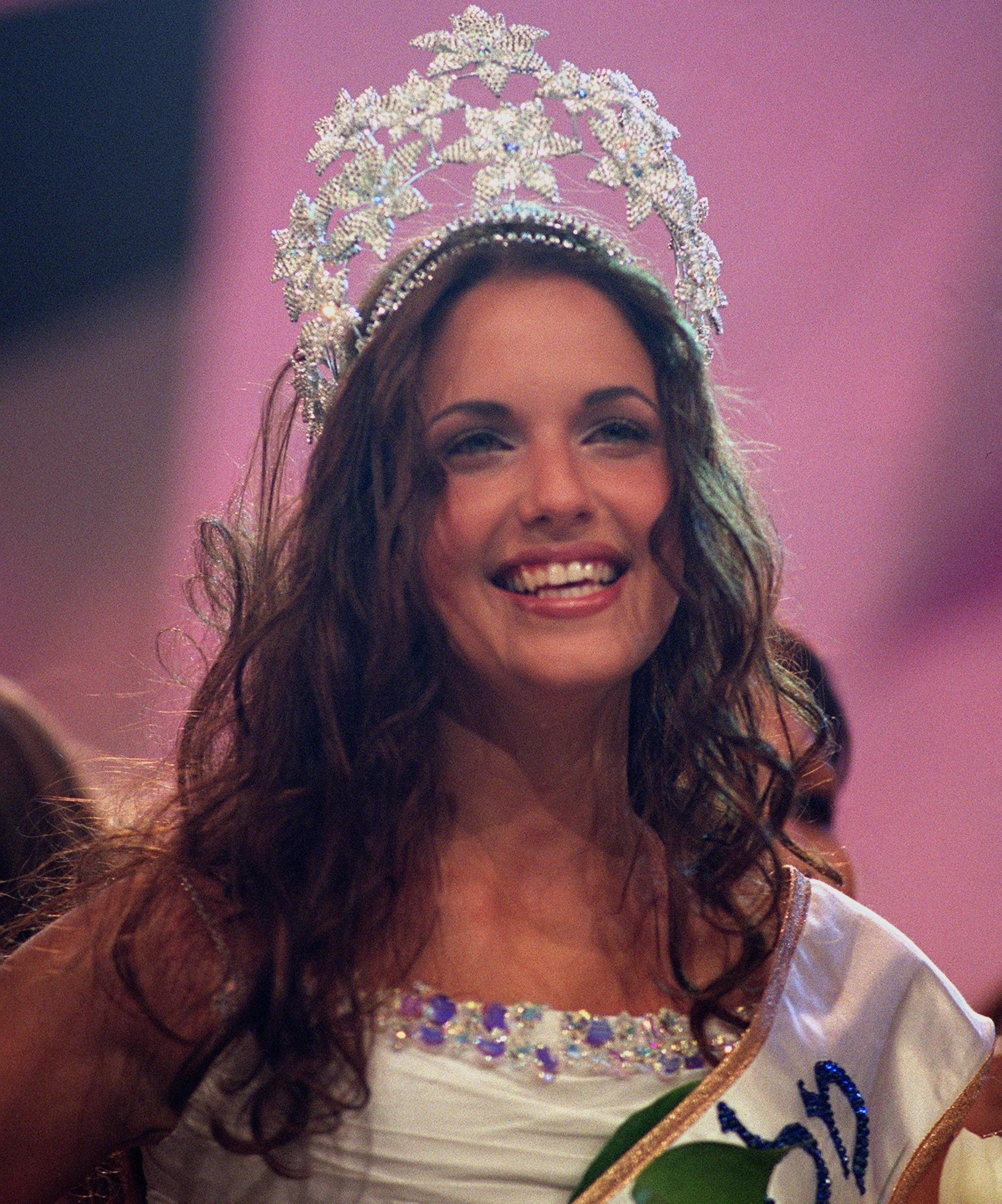
Nirit Bakshi, Miss Israël 2000.
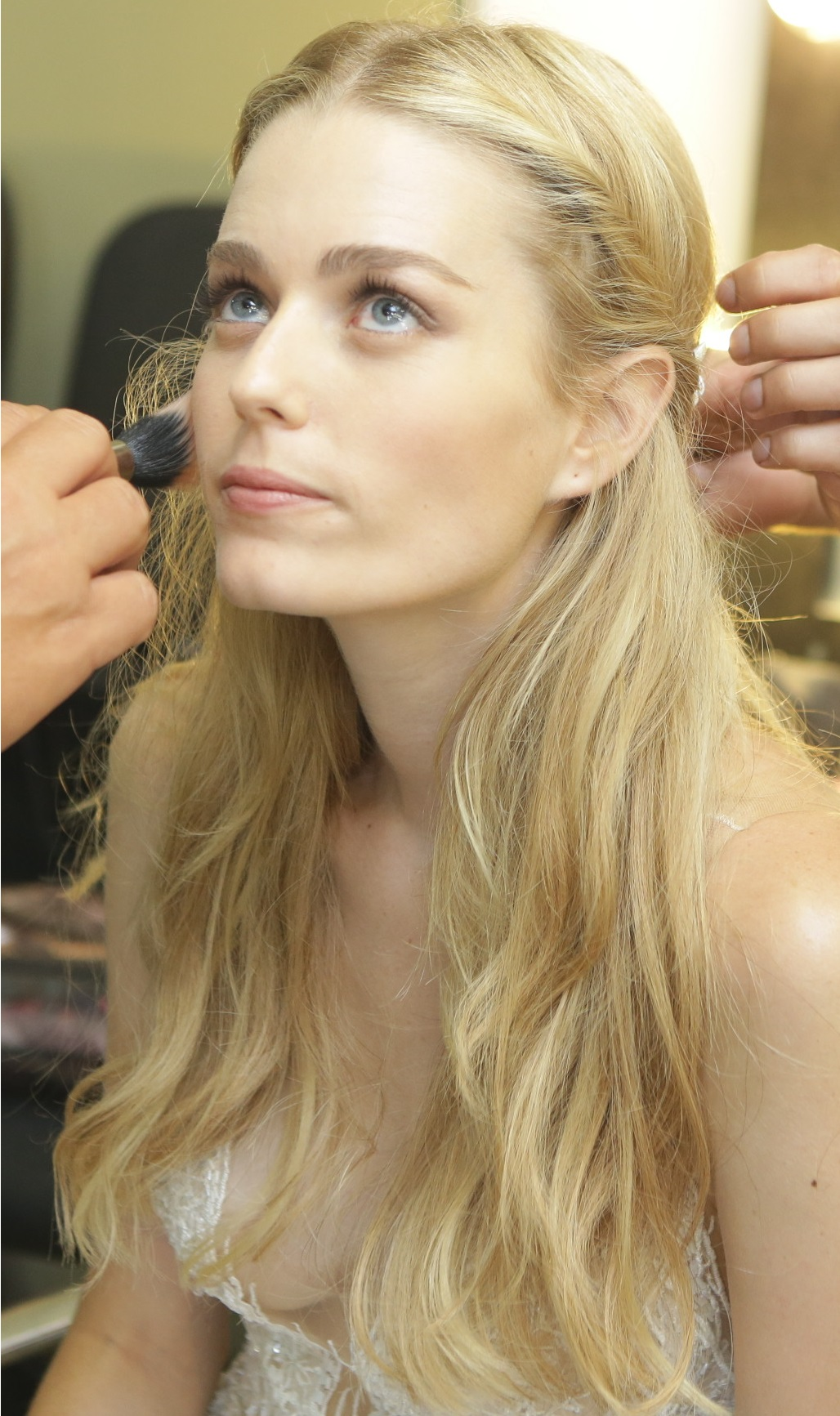
Shavit Wiesel, Miss Israël 2010.
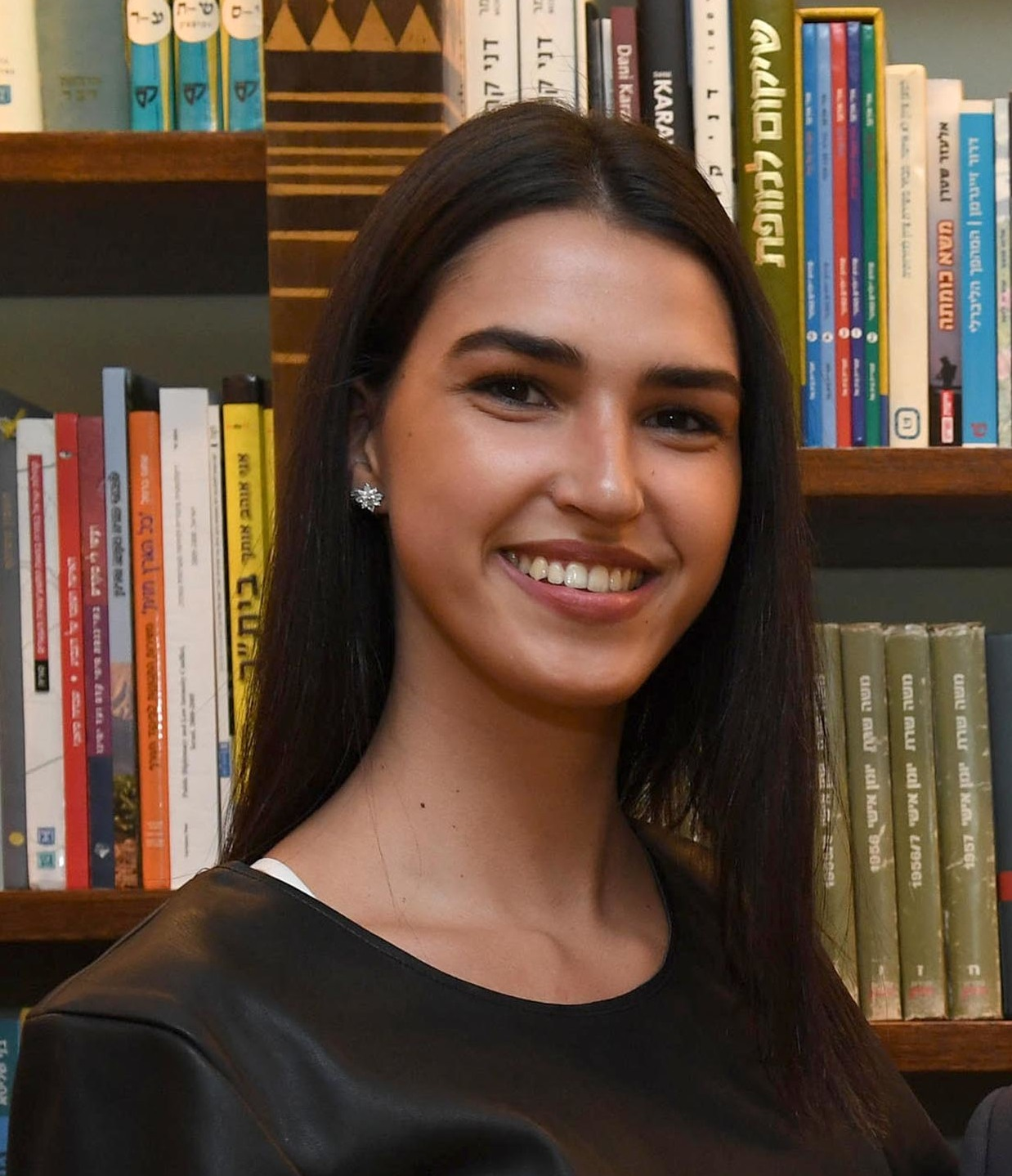
Rotem Rabi, Miss Israël 2017.
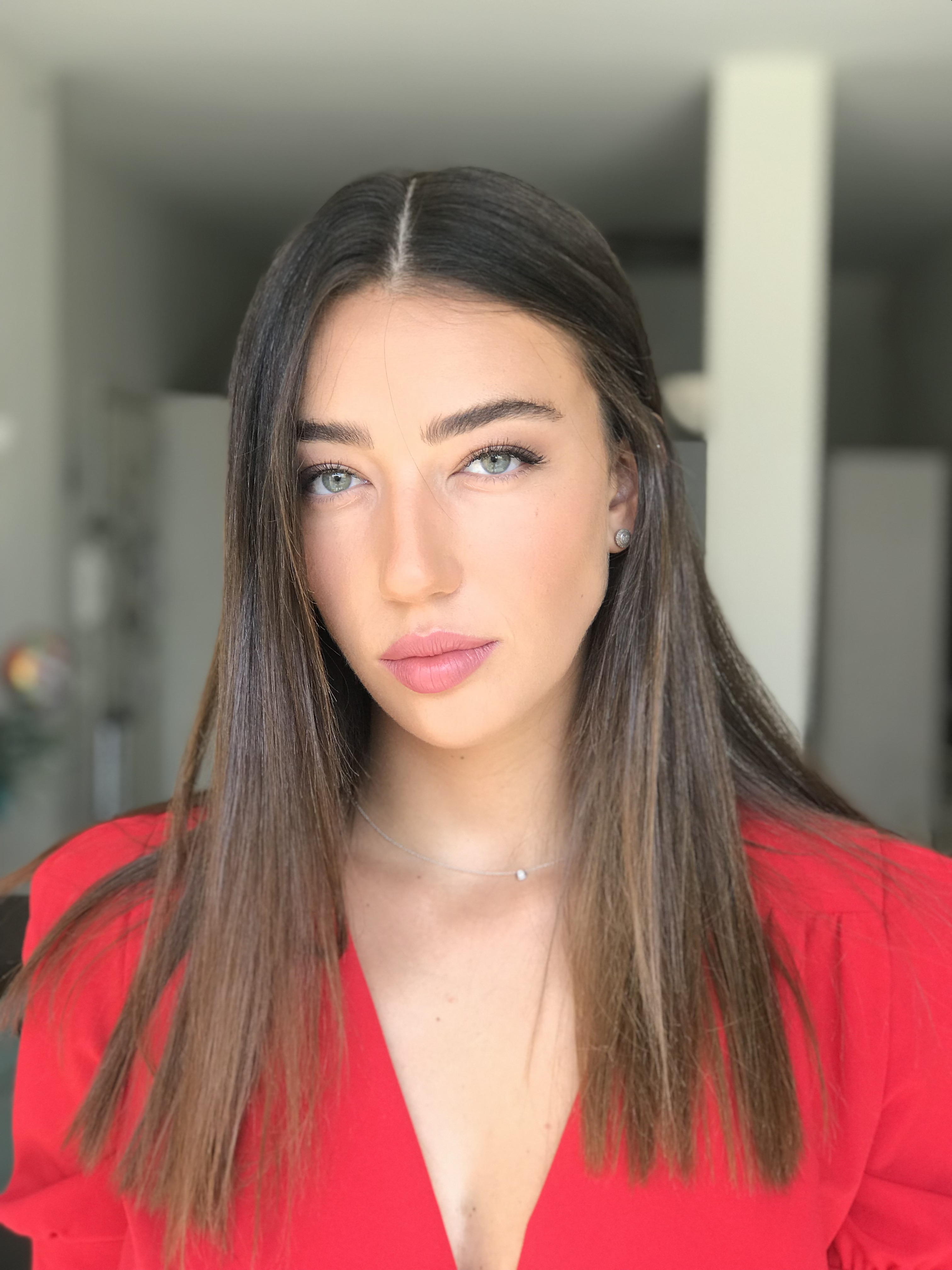
Sella Sharlin, Miss Israël 2019.

## Sources
- (de) Cet article est partiellement ou en totalité issu de l’article de Wikipédia en allemand intitulé « Miss Israel » (voir la liste des auteurs).